# Peter Lunn
Peter Northcote Lunn (* 15. November 1914 in London; † 30. November 2011 in Worthing) war ein britischer Skirennläufer und Geheimdienstmitarbeiter.

## Biografie
Lunn wurde als Sohn des Skirennläufers Arnold Lunn und dessen Frau Mabel Stafford Northcote, einer Enkeltochter von Stafford Northcote, 1. Earl of Iddesleigh, geboren. Lunn besuchte des renommierte Eton College.
Bereits im Alter von zwei Jahren kam Lunn mit Skisport in Berührung, da die Familie ihre Winterurlaube in Mürren verbrachte. In den 1930er Jahren war Lunn einer der besten Skirennläufer des Vereinigten Königreichs. So war er zwischen 1931 und 1937 Mitglied der Nationalmannschaft und von 1934 bis 1937 deren Kapitän. So belegte er bei den Lauberhornrennen 1932 jeweils im Slalom und in der Kombination den zweiten Platz. Sein bestes Ergebnis bei Weltmeisterschaften erzielte er bei den ersten Wettkämpfen dieser Art im Jahr 1931 in Mürren mit dem 7. Rang im Slalom.
Bei den Olympischen Winterspielen 1936 in Garmisch-Partenkirchen belegte er den 12. Platz in der Kombination und wurde damit bester Brite. Es war dies zugleich das beste Ergebnis eines britischen Skirennläufers bei Olympischen Winterspielen bis zum 8. Platz von Martin Bell im Jahr 1988.
1939 heiratete er Eileen Antoinette Mary Preston, die Tochter des 15. Viscount Gormanston. Aus der gemeinsamen Ehe entstammen drei Söhne und drei Töchter.
1941 trat er dem britischen Auslandsgeheimdienst Secret Intelligence Service (SIS) bei. In dieser Zeit überwachte er Geheimoperationen in ganz Europa. Unter anderem war er an den Abhöraktionen Operation Silver bzw. Operation Gold beteiligt, die der SIS in Zusammenarbeit mit der CIA zwischen 1949 und 1952 durchführte.
1986 trat Lunn in den Ruhestand, woraufhin er sich wieder vermehrt dem Skisport zuwandte. So nahm er noch im Alter von 90 Jahren am Internationalen Inferno-Rennen teil, welches von seinem Vater begründet worden war.
Peter Lunn starb am 30. November 2011 im Alter von 97 Jahren.

## Erfolge

### Olympische Winterspiele
- Garmisch-Partenkirchen 1936: 12. Kombination

### Weltmeisterschaften
- Mürren 1931: 7. Slalom, 8. Kombination, 13. Abfahrt
- Cortina d’Ampezzo 1932: 13. Slalom, 14. Kombination, 23. Abfahrt[3]
- Innsbruck 1933: 13. Slalom, 15. Kombination, 18. Abfahrt[4]
- St. Moritz 1934: 8. Kombination, 9. Slalom
- Mürren 1935: 10. Abfahrt
- Innsbruck 1936: 9. Abfahrt, 10. Alpine Kombination, 20. Slalom
- Chamonix 1937: 16. Slalom, DNF Abfahrt[5]

### Weitere Erfolge
- Zweiter Platz beim Slalom des Lauberhornrennen 1932
- Zweiter Platz in der Kombination des Lauberhornrennen 1932